# Austin Florian
Austin Florian (12 de septiembre de 1994) es un deportista estadounidense que compite en skeleton. Ganó una medalla de oro en el Campeonato Mundial de Skeleton de 2025, en la prueba de equipo mixto.

## Palmarés internacional
| Campeonato Mundial | Campeonato Mundial           | Campeonato Mundial | Campeonato Mundial |
| Año                | Lugar                        | Medalla            | Prueba             |
| ------------------ | ---------------------------- | ------------------ | ------------------ |
| 2025               | Lake Placid (Estados Unidos) | Medalla de oro     | Equipo mixto       |